# Royaumes haoussa
XIe siècle – 1804
Entités suivantes :
- Empire de Sokoto
- Gwandu

Les royaumes haoussa sont des royaumes du nord-ouest de l’actuel Nigeria et au sud de l'actuel Niger.
Les peuples de langue haoussa ont occupé ce territoire depuis avant notre ère. Ils sont regroupés dans les sept États haoussa (Hausa bakwai) comprenant les cités-états de Biram, Daoura, Katsina, Zaria, Kano, Rano, et Gobir, plus ou moins liées par des alliances. L’histoire connue des États Haoussa remonte au XIe siècle. La légende conte la fondation des sept États haoussa par les sept fils de Bayajidda opposés aux sept fils que leur père eut de l'esclave Bagwariya et qui fondèrent à leur tour au sud-ouest les sept États Banza (bâtards) : Kebbi, Zamfara, Gwari, Yauri, Kwararafa, Nupe et Yoruba.

## Géographie
Les royaumes haoussa, aussi désignés par l'expression kasar hausa (pays haoussa) qui désigne l'aire géographique où on parle le haoussa, s'étend du fleuve Niger au Bornou et reprenant le sud du Niger et le nord du Nigeria actuels. Il s'étend le long du fleuve et regroupe plusieurs villes dans lesquelles le haoussa sert de lingua franca au-delà de ces territoires pour le commerce.

## Étymologie
Le mot Haoussa (ou Hawsa) correspond à l’ethnonyme des populations s'exprimant en haoussa. Ce terme apparait dans les sources écrites vers le XVIe siècle tandis que ces populations sont auparavant nommées selon le toponyme correspondant un un royaume ou cité-état. Al-Suyūtī emploie le terme Hawsa pour désigner le territoire dans son ensemble tout comme le font les auteurs des Tarikh el-fettach et Tarikh es-Soudan ultérieurs. Le terme désigne les habitants de la rive gauche du Niger par opposition aux Gurma désignant les populations de la rive droite.
La généralisation du terme Hawsa confondant ethnonyme et locuteurs linguistiques est donc récente. Pour cette raison, plusieurs communautés linguistiquement ou culturellement liées aux Haoussas refusent d'être désignés par ce nom. On distingue dès lors des Maguzawa ou Bamaguje au Nigéria et des Azna ou Arna au Niger.

## Histoire

### Origine
Le récit légendaire de la fondation des haoussa évoque le héro Bayajidda et sept cités-États originelle (Hausa bakwai) issues d'une dynastie féminine de l'ancienne cité de Daura, site originel présumé. La tradition orale et la chronique de la ville de Kano ainsi qu'une liste des rois sont compilées entre les XVIIe et XIXe siècles. Elles évoquent un étranger mythique venu du Proche-Orient afin de prendre le pouvoir du pays haoussa. Ces références à un étranger sont particulièrement présentes dans l'historiographie écrite et orale du Soudan. Les historiens accordent peu de crédit à cette théorie de l'origine arabe.
Une autre théorie suggère une migration depuis le sud du Sahara à la suite de son assèchement. Toutefois aucun élément archéologique ne permet d'appuyer cette hypothèse. Une troisième théorie affirme que les ancêtres Haoussas habitaient dans la région occidentale du bassin du Tchad avant de migrer, s'étendant vers l'ouest et le nord progressivement. Une dernière théorie s'appuie sur les traditions orales mentionnant une cosmogonie d'apparition depuis un trou dans le sol. Ce type de tradition correspond généralement à une implantation autochtone ancienne.
Sur le plan archéologique, l'émergence d'une société urbaine est documentée au sein de plusieurs sites comme Kufan Kanawa (près de Zinder) et Durbi Takusheyi. Cependant, les premières estimations d'une identité commune haoussa ne l'envisagent que vers le XVe siècle.
L’islam fut introduit dans les régions haoussas dès le IXe siècle. Cette introduction ne se fit pas par la conquête comme en Afrique du Nord, mais par le biais du commerce transsaharien. Ce commerce permit de mettre en contact les sociétés d’Afrique du Nord avec celle du Sahel. L’islam fit ainsi son apparition au royaume du Kanem-Bornou dès le XIe siècle avant d’atteindre les royaumes haoussas. Cependant, ce n'est pas avant le XVe siècle qu'il parvient à s'établir au sein des élites.
Son implantation est renforcée au XVe siècle sous le règne de Muhammad Rumfa (en). Cette acceptation tardive de l'islam s'observe dans les rituels funéraires pratiqués à Durbi Takusheyi.
L'apparition de royaumes et États centralisés est étroitement liés à l'établissement de grandes cités (birane) qui constituent les centres de pouvoirs politiques dès le XIVe siècle.

### Pays Haoussa

#### Kano

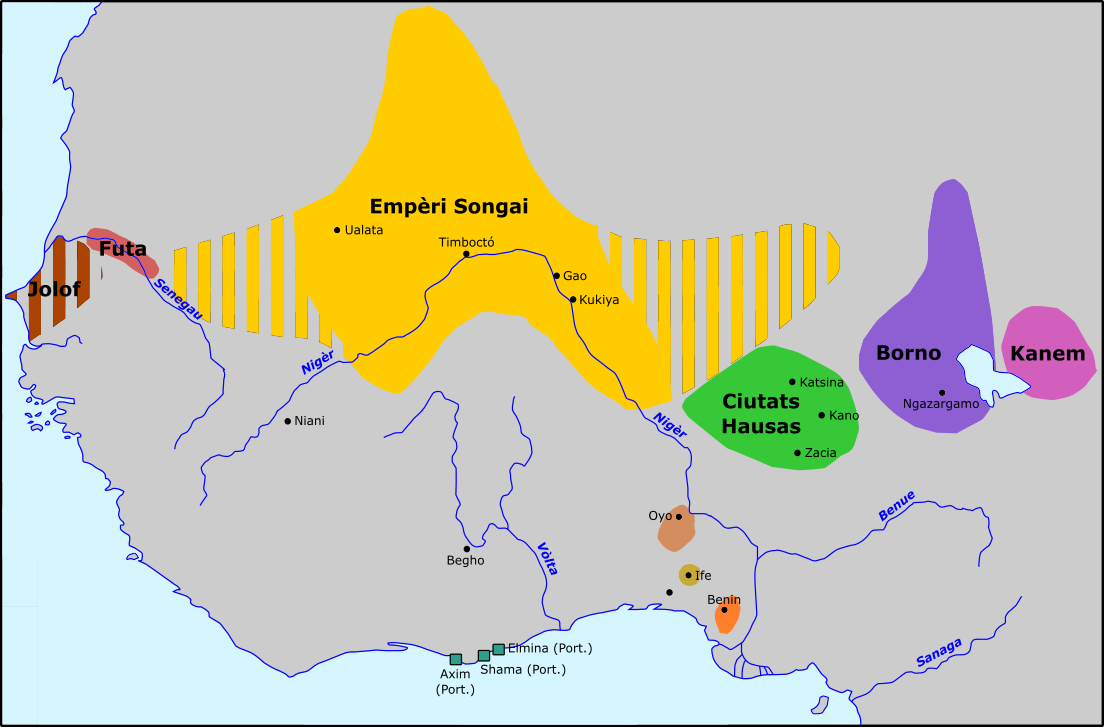
Cités haoussa (en vert) au temps de l'Empire Songhai

La cité de Kano au nord de l’actuel Nigeria fonda sa puissance sur le commerce caravanier. Le territoire qui forme le royaume de Kano est à l'origine constitué de petites chefferies (dont Sheme, Dala et Santolo). L'arrivée de la dynastie Bagauda (en) remonterait à l'année 999. Bagauda, le fondateur, établit son influence sur les différentes chefferies environnantes tandis que son petit-fils, Gijimasu, fonde la ville de Kano. À la fin du XIIe siècle, la majorité des chefferies environnantes sont sous influence de Kano et la domination est confirmée de manière militaire à la fin du XIVe siècle.
Des politiques d'expansion sont poursuivies vers le sud au XVe siècle, soumettant notamment Zazzau, et les échanges commerciaux s'intensifient durant ce siècle. La prospérité renforce la classe dirigeante ainsi que l'islamisation, ce qui attire des érudits musulmans. Sous le règne de Muhammad Rumfa (en), le royaume paie un tribut au Kanem-Bornou et entre en guerre contre Katsina. Aucun des royaumes n'en sort réellement vainqueur tandis que le Bornou voisin devient de plus en plus influent.

#### Katsina
Le développement de Katsina est parallèle à celui de Kano, mais avec un retard conséquent puisque son royaume ne se forme qu'au XIIIe siècle. La centralisation de l'État n'est obtenu qu'au XVe siècle avec la fondation d'une nouvelle dynastie par Muhammad Korau (1445-1495). Des campagnes militaires sont menées afin de s'étendre vers le sud, notamment contre les territoires Nupe.

#### Zazzau
La domination haoussa depuis Zazzau est peu connu. Un précédent royaume dirigeait ce territoire au XIIIe siècle. Un premier royaume haoussa s'établit à la fin du XIVe siècle et semble s'établir à Zazzau à partir du XVIe siècle. De premières campagnes militaires sont dirigées vers l'ouest et le sud.

#### Gobir
Gobir est le royaume le plus septentrional du pays haoussa. Dès le XIIe siècle, les chefferies de ce territoire sont soumises à la pression des Touaregs et les populations migrent vers le sud. Le royaume de Gobir se déplace également et établit sa capitale à Birni Lallé. La chronologie est complexe en l'absence de source, cependant le royaume semble initialement lié à la ville de Marandet active dans le commerce transsaharien.

#### Rano
Aucune preuve ne permette d'indiquer que le royaume de Rano ait existé avant le XVe siècle. Des chefferies haoussa indépendante de Kano existent toutefois à ce moment là. Il est possible que le Rano est à l'origine une province de Kano.

#### Zamfara
Le royaume de Zamfara apparait clairement au XVIe siècle. Auparavant, il s'agit d'un ensemble de chefferies qui ne semblent pas être associées à un gouvernement centralisé. Le processus de centralisation ne débute qu'au milieu du XVIe siècle avec pour objectif de consolider le contrôle des territoires environnants.

#### Kebbi
Kebbi est la partie la plus occidentale du pays haoussa et est habité depuis longtemps. La ville est considérée comme une banza bakwai (ville bâtarde). Lors de la domination de l'empire songhaï, durant le règne de Sonni Ali Ber, la région est l'objet de migrations haoussa qui prennent possession de la ville. Plusieurs conflits militaires opposent la ville aux Songhaïs et fait de ce royaume un état tampon entre le pays haoussa et le bassin du Niger.

### La révolte peule
La population avait alors largement accepté l’islam, mais la classe gouvernante semblait avoir conservé ses anciennes traditions animistes. En 1804, ce décalage entre population et élites provoqua une révolte du peuple peul, guidé par le réformateur Usman dan Fodio. Le djihad de ce chef musulman contre l'aristocratie des cités haoussas, permit d’étendre l’hégémonie du califat de Sokoto sur les cités-États haoussas.
Les royaumes haoussas passent alors sous hégémonie peule et se transforment en émirats, sous la coupe de deux califats : celui de Sokoto à l’ouest et celui de Gwandu à l’est.

## Économie
L'essor urbain et commercial de l'ensemble des cités-États du pays Haoussa s'opère dans une configuration géographique très avantageuse, en comparaison au positionnement du royaume du Kanem-Bornou voisin. Les principaux produits exportés sont l'or, la noix de kola (eux-mêmes importés de l'ouest et du sud-ouest) et les esclaves (importés depuis le Kanem).

## Organisation politique et administrative
Les différents royaumes haoussa suivent une organisation politique relativement commune. L'ensemble du pays est composé de petites communautés locales (Kanyuka) elles-mêmes composées de groupes familiaux (gidaje) sous l'autorité d'un chef (maigari). Les établissements plus importants (garuwa) ont a leur tête un sarkin gari (chef de village). Au sommet de la hiérarchie se trouve le birni, la capitale du pays, dirigé par un sarkin kasa (chef du pays). La formations des biranes (différentes cités-états) répond de la multiplicité des ressources agricoles et artisanales, de l'expansion du commerce à longue distance et de l'existence d'infrastructures défensives.
Le roi à la tête du pays (sarki) a un pouvoir absolu en théorie et est une personne sacrée. Il est choisi parmi les membres des lignages régnants, intégrant des critères patrilinéaires et matrilinéaires dans ses règles de succession. Il partage son pouvoir avec des fonctionnaires et aristocrates héréditaires. Certains sont nommés au Conseil d'État par le monarque.